# Adolph Kullak
Adolph Kullak (ur. 23 lutego 1823 w Międzyrzeczu, zm. 25 grudnia 1862 w Berlinie) – niemiecki pedagog muzyczny. Brat Theodora.

## Życiorys
Studiował filozofię i teologię w Berlinie, w 1847 roku uzyskał doktorat na Uniwersytecie w Halle. Muzyki uczył się u Adolfa Bernharda Marxa. Wykładał w założonej przez brata Neue Akademie der Tonkunst, pisał też artykuły do „Neue Berliner Musikzeitung”. Pisał utwory na fortepian. Jego synem był Ernst Kullak (1855–1914), pianista i kompozytor.
Opublikował m.in. prace Das Musikalisch-Schöne (Lipsk 1858) i Die Ästhetik des Klavierspiels (Berlin 1861). Wysoko oceniał artystyczne właściwości fortepianu jako instrumentu zdolnego wyrazić różne niuanse przeżyć.